# Tipula (Triplicitipula) simplex
Tipula (Triplicitipula) simplex is een tweevleugelige uit de familie langpootmuggen (Tipulidae). De soort komt voor in het Nearctisch gebied.